# 후지마키 쿄스케
후지마키 쿄스케 (藤牧京介, 1999년8월10일 - )는 일본의 아이돌이다. 남성 아이돌 그룹 INI의 멤버다. 나가노현 출신이고, LAPONE 엔터테인먼트 소속이다.
TikTok에서 「우타」라는 명의로 가창 동영상의 투고하고 있어, 얼굴을 내놓지 않고 노래의 동영상을 계속 올려 팔로워수는 약 19만명을 모으고 있었다